# Ablepharus budaki
Ablepharus budaki е вид влечуго от семейство Сцинкови (Scincidae). Видът не е застрашен от изчезване.

## Разпространение и местообитание
Разпространен е в Кипър, Ливан, Сирия и Турция.
Обитава крайбрежия, градини, реки, храсталаци и гористи местности.

## Описание
Популацията на вида е стабилна.